# گروه‌درمانی
گروه‌درمانی یا گروه‌روان‌درمانی (به انگلیسی: Group psychotherapy یا group therapy) شیوه‌ای از روان‌درمانی است که در آن یک یا چند درمان‌گر بیماران را به عنوان یک گروه درمان می‌کنند. 
در این روش افراد منتخب در گروه‌هایی دسته بندی می‌شوند. این گروه‌ها به وسیله یک یا چند درمان‌گرِ آزموده هدایت می‌شود. تحت نظارت درمان‌گر و در نتیجه تعامل، اعضای گروه در روند ایجاد تغییرات شخصیتی  به یکدیگر کمک می‌کنند.
موضوع جلسات گروه‌درمانی از قبل تعیین شده و شما متناسب با موضوع مد نظر مراجع، جلسه گروه‌درمانی انتخاب می‌شود. تعداد اعضای جلسات گروه‌درمانی معمولا بین ۶ تا ۱۰ نفر است. مدت زمان آن نیز به صورت میانگین یک ساعت و نیم است. افراد در این جلسات متعهد می‌شوند که گفتگوهای درون جلسه را خارج از جلسه افشا نکنند در نتیجه، اعضای گروه در فضایی امن، دغدغه‌ها و چالش‌های خود را مطرح می‌کنند.

## تاریخچه
بنیانگذاران گروه‌درمانی در ایالات متحده آمریکا  جوزف ه. پرات ، تریگانت بارو  و پاول فریدیاند شلودر  هستند. پس از جنگ جهانی دوم گروه‌درمانی بدست جاکوب لوی مورنو، ساموئل سلاوسون، هیمن اسپرتینز، ایرون یالوم و لئو اورمونت گسترش یافت.